# Huluginakoppa, Shikarpur
Huluginakoppa là một làng thuộc tehsil Shikarpur, huyện Shimoga, bang Karnataka, Ấn Độ.